# Municipio de Cenotillo
Cenotillo es uno de los 106 municipios que constituyen el estado mexicano de Yucatán. Se encuentra localizado al este del estado y aproximadamente a 107 kilómetros al este de la ciudad de Mérida. Cuenta con una extensión territorial de 614.43 km². Según el II Conteo de Población y Vivienda de 2005, el municipio tiene 3,540 habitantes, de los cuales 1,684 son hombres y 1,856 son mujeres.

## Toponimia
El nombre de Cenotillo es diminutivo de la palabra cenote. Cenote proviene de la maya ts'ono'ot. Hay varios e interesantes cenotes en el municipio y en la cabecera municipal hay uno pequeño, de donde surgió el apelativo que hoy lleva el municipio y su cabecera.

## Descripción geográfica

Mapa topográfico del municipio.

### Ubicación
Cenotillo se localiza al este del estado entre las coordenadas geográficas 20º 55’ y 21º 09’ de latitud norte, y 88° 26’ y 88° 48’ de longitud oeste; a una altitud promedio de 16 metros sobre el nivel del mar.
El municipio colinda al norte con el municipio de Buctzotz; al sur con Quintana Roo y Dzitás; al este con Espita y al oeste con Tunkás, Tekal de Venegas y Dzoncauich.

### Orografía e hidrografía
En general posee una orografía plana, no posee zonas accidentadas de relevancia; sus suelos se componen de rocas escarpadas, su uso es ganadero, forestal y agrícola. El municipio pertenece a la región hidrológica Yucatán Norte. Sus recursos hidrológicos son proporcionados principalmente por corrientes subterráneas; las cuales son muy comunes en el estado. En el municipio hay 12 cenotes, de los cuales los más importantes son: Catak Dzonot, Itzamna, K´ai-pech, A´yin y Mul´Dzonot.

### Clima
Su principal clima es el cálido subhúmedo; con lluvias en verano y sin cambio térmico invernal bien definido. La temperatura media anual es de 26.3º°C, la máxima se registra en el mes de mayo y la mínima se registra en enero. El régimen de lluvias se registra entre los meses de mayo y julio, contando con una precipitación media de 1,200 milímetros.

## Cultura

### Sitios de interés turístico
- Iglesia de Santa Clara.
- Iglesia de la Virgen de la Natividad.
- Exhacienda Tixbacab.
- Zona Tzebtun.
- Cenotes (Ucil, Xoch, entre otros).

### Fiestas
Fiestas civiles
- Aniversario de la Independencia de México: 16 de septiembre.
- Aniversario de la Revolución mexicana: El 20 de noviembre.

Fiestas religiosas
- Semana Santa: jueves y viernes Santos.
- Día de la Santa Cruz: 3 de mayo.
- Fiesta en honor de la Virgen de Guadalupe: 12 de diciembre.
- Día de Muertos: 2 de noviembre.
- Fiesta en honor de Santa Clara: del 3 al 12 de agosto.
- Fiesta en honor de la Virgen de la Asunción: del 13 al 15 de agosto.

## Gobierno
Su forma de gobierno es democrática y depende del gobierno estatal y federal; se realizan elecciones cada 3 años, en donde se elige al presidente municipal y su gabinete. El presidente municipal es Sonia Noemi Vallejos Albornoz, militante del PAN.
El municipio cuenta con 14 localidades, las cuales dependen directamente de la cabecera del municipio, las más importantes son:  Cenotillo (cabecera municipal), Tixbacab, Reforma Agraria, Tuciná, Ebtún, La Herradura, Las Palomas, X-Huul, Texas el Grande y Chacanhú.